# Lifelike
Lifelike, de son vrai nom Laurent Ash,,, est un musicien et compositeur français d'electro house et de nu-disco.

## Biographie
Lifelike commence sa carrière en 2002 sous le label parisien 20000ST (label de Demon) avec son premier single The soul of my love,, featurant le chanteur de soul new-yorkais Mandel Turner. Le single atteint la cinquième place des charts dance français avec le soutien de Radio FG ou de DJ comme Alex Gopher. Son deuxième single Black Chess, réalisé également en 2002, playlisté par Thomas Bangalter et DJ Falcon pendant plusieurs mois lors de leur tournée Together 2002.
Par la suite, il signe plusieurs remixes pour des artistes comme Annie, OT Quartet, Demon et Sébastien Léger, avant de rencontrer le producteur Kris Menace,, aussi fondateur du label Work it Baby. Il réalise avec lui le single Running Out sur ce label en 2005. Plus tard, ce même duo sort le titre Discopolis sur le label Vulture, fondé par Alan Braxe.
Discopolis est la plus grosse vente de disques vinyles de l'année 2005/2006, puisqu'il s'en est écoulé plus de 30 000 exemplaires physiques, presque 50 000 singles sont vendus, et plus de 300 000 compilations.
Discopolis est ré-édité en 2006 sur Defected Records avec un clip vidéo réalisé par Seb Janiak. Le morceau est par ailleurs remixé par Alan Braxe, Chris Lake et Kerri Chandler. L'année suivante, Lifelike sort le titre So Electric sur le label anglais Wall of Sound ce qui lui vaut de tourner aux États-Unis avec Alan Braxe. En 2010 Lifelike fonde son propre label ComputerScience sur lequel sort Love Emulator, son premier single,.

## Discographie

### Singles
- Ferris Bueller - Digitalement Votre EP (1999)
- Ferris Bueller - Work Ur Body EP (2000)
- Lifelike - The Soul Of My Love (2001)
- Lifelike - The Cult (2002)
- Lifelike - My Precious Diamond (2003)
- Lifelike & Roman Salzger - Regina EP (2003)
- Lifelike - Running Out (2004)
- Lifelike - Adventure (2005)
- Lifelike & Kris Menace - Discopolis (2005), ré-édition en 2006)
- Lifelike - So Electric (2007)
- Lifelike - Sunset/Sequencer (2009)
- Lifelike - Love Emulator (2010)
- Lifelike - Love Emulator - Remixed (2010)
- Lifelike - Heatwave (2011)
- Lifelike - Motion (2011)
- Lifelike & Popular Computer - Getting High (2012)
- Lifelike feat. A-Trak - Don't Stop EP (2012)
- Lifelike & Tommi Bravo - Urban Sex (2013)
- Lifelike - Night Patrol EP (2013)
- Lifelike - Overdrive EP (2014)
- Lifelike & Kris Menace - Discopolis 2.0 (2015)
- Lifelike - Miami Nice - EP (2018)

### Remixes
- Curtis - Funkiss (2002)
- Demon - Don't Make Me Cry (2003)
- Vicarious Bliss - Theme From Vicarious Bliss (2004)
- O.T. Quartet - Hold That Sucker Down (2005)
- Alyoa - It's Been Too Long (2005)
- Joachim Garraud - Rock the Choice (2005)
- Ben Macklin ft. Tiger Lily - Feel Together (2006)
- Nu-Matic - In The Morning (2006)
- Stars On 33 - I Feel Music In Your Heart - avec Kris Menace (2006)
- Geyster - Under The Fuse Of Love (2006)
- Belle - What The Hell - avec Kris Menace (2006)
- Super Mal - Bigger Bigger/Bigger than Big (2006)
- Rossell ft. Emma - Dancing With Strangers (2007)
- Turbofunk (Patrick Alavi) - Gotta Move (2007)
- Demon - Happy Therapy (2007)
- Ercola ft. Annie - Follow Me (2007)
- Shapeshifters - Pusher (2007)
- Kruse & Nürnberg ft. T.Nile - Sunrises (2007)
- Ny-Lon ft. Kate Smith - When You Love Someone (2007)
- Sia - Day too Soon (2007)
- DK7 - Fashion Feelings (2008)
- Chromeo - Needy Girl (2008)
- Treasure Fingers - Cross The Dancefloor (2008)
- Cazals (en) - Somebody, Somewhere (2008)
- The Presets – This Boy's in Love (2008)
- Sneaky Sound System - Kansas City (2008)
- Does It Offend You, Yeah? - Epic Last Song (2008)
- The Energies - Born Again Runner (2008)
- Moby - Mistakes (2009)
- Relation - Your Tiny Mind (2009)
- La Roux - In For The Kill (2009)
- The Plasticines - Barcelona (2009)
- Killa Kella - Everyday (2009)
- Jam Xpress ft. DD - Gotcha Feelin (2010)
- Vitalic - Second Lives (2010)
- Bullmeister - Baby (2011)
- Adam Kesher - Hour Of The Wolf (2011)
- Moby - The Day (2011)
- Visitor - Coming Home (2012)
- Popular Computer - Pop heart (2012)
- Frankfurt Express - Wake Up (2013)
- Futurecop! - Atlantis 1997 (2013)
- Alan Braxe & The Spimes - One More Chance (2013)